# Amy Holden Jones
Amy Holden Jones (17 settembre 1955) è una sceneggiatrice e regista statunitense.

## Biografia
Figlia di un medico diagnosta, cresce dall'età di 11 anni a Buffalo, dove si diploma nel 1971. Si iscrive al Wellesley College per sfruttarvi l'opportunità di frequentare metà dei propri corsi nel vicino MIT senza doverne superare i requisiti d'accesso, dove può così studiare fotografia con Minor White. Al MIT, Jones si appassiona al cinema documentario, dirigendo un cortometraggio che viene premiato nel 1973 al festival cinematografico studentesco dell'AFI, la cui giuria è composta da Frederick Wiseman, Eleanor Perry e Martin Scorsese.
Memore del film, il regista la vuole qualche anno dopo come propria assistente durante la produzione di Taxi Driver (1976). Ritenendola "troppo brava per fare d'assistente", la raccomanda poi al produttore Roger Corman, alla ricerca di un montatore "abile e poco costoso" per il film Hollywood Boulevard, che dà inizio alla breve carriera di montatrice della Jones. Dopo aver lavorato per un anno e mezzo con Hal Ashby al montaggio del suo Cuori di seconda mano, Jones decide infatti di passare dietro la macchina da presa per avere il completo controllo creativo e rifiuta il montaggio di E.T. l'extra-terrestre offertole da Steven Spielberg in favore di un film a basso costo da dirigere per Corman, lo slasher The Slumber Party Massacre (1982).
Nonostante i seguenti film da lei scritti e diretti, Passione fatale (1983), con Jamie Lee Curtis, e la commedia A servizio ereditiera offresi (1987), riscuotano dei buoni risultati al botteghino, Jones continua a non ricevere nessuna offerta da parte degli studios, e, quando nel 1988, al termine di una serie di vicissitudini produttive, la sceneggiatura da lei scritta di Mystic Pizza finisce per diventare un film di successo per la regia di qualcun altro, decide di dedicarsi esclusivamente alla scrittura per il cinema, professione nella quale «essere donna era accettabile [...] e potevi venire assunta». Nel 1991 scrive il dramma sentimentale Proposta indecente, portato al cinema da Adrian Lyne due anni dopo con Robert Redford, Demi Moore e Woody Harrelson. Il film incassa più di 260 milioni di dollari nel mondo nonostante le critiche perlopiù negative e la vittoria di Jones di un Razzie Award alla peggior sceneggiatura, facendo di lei «un nome importante come sceneggiatrice in un'epoca in cui si potevano fare un sacco di soldi in questo modo». Contemporaneamente, riscrive, accreditata, la sceneggiatura di John Hughes del film per famiglie Beethoven (1992), anch'esso di grande successo e primo di una serie. Nel corso del resto degli anni novanta, sceneggerà Getaway con Alec Baldwin e Kim Basinger, remake del film omonimo di Sam Peckinpah, La moglie di un uomo ricco con Halle Berry, con cui tornerà momentaneamente anche alla regia, e il film dell'orrore Relic, riscritto da Rick Jaffa e Amanda Silver.
Decide poi di passare alla televisione, lavorando ad un nuovo genere di serie medical drama ispirato alle esperienze di suo padre nella diagnostica, finché la messa in onda di Dr. House - Medical Division non renderà obsoleto il progetto. Dopo quasi vent'anni di assenza, nel 2014 crea per ABC il medical drama Black Box, durato una sola stagione, mentre nel 2018 crea per la Fox la serie The Resident.

## Vita privata
È stata sposata col direttore della fotografia Michael Chapman, che aveva conosciuto durante le riprese di Taxi Driver (1976), . Nel 2020 è rimasta vedova.

## Filmografia

### Sceneggiatrice

#### Cinema
- The Slumber Party Massacre, regia di Amy Holden Jones (1982) - non accreditata[3]
- Passione fatale (Love Letters), regia di Amy Holden Jones (1983)
- A servizio ereditiera offresi (Maid to Order), regia di Amy Holden Jones (1987)
- Mystic Pizza, regia di Donald Petrie (1988)
- Beethoven, regia di Brian Levant (1992)
- Proposta indecente (Indecent Proposal), regia di Adrian Lyne (1993)
- Getaway (The Getaway), regia di Roger Donaldson (1994)
- La moglie di un uomo ricco (The Rich Man's Wife), regia di Amy Holden Jones (1996)
- Relic - L'evoluzione del terrore (The Relic), regia di Peter Hyams (1997)

#### Televisione
- Il gioco della seduzione (Indecency), regia di Marisa Silver – film TV (1992)
- Black Box – serie TV, 4 episodi (2014)
- The Resident – serie TV, 15 episodi (2018-2021)

### Regista
- A Weekend Home – cortometraggio documentario (1973)[3]
- The Slumber Party Massacre (1982)
- Passione fatale (Love Letters) (1983)
- A servizio ereditiera offresi (Maid to Order) (1987)
- La moglie di un uomo ricco (The Rich Man's Wife) (1996)

### Montatrice
- Hollywood Boulevard, regia di Joe Dante e Allan Arkush (1976)
- Corvette Summer, regia di Matthew Robbins (1978)
- Ragazzo americano (American Boy: A Profile of Steven Prince), regia di Martin Scorsese – documentario (1978)
- Cuori di seconda mano (Second-Hand Hearts), regia di Hal Ashby (1980)
- The Slumber Party Massacre, regia di Amy Holden Jones (1982) - non accreditata[3]

### Produttrice
- The Slumber Party Massacre, regia di Amy Holden Jones (1982)
- Black Box – serie TV, 13 episodi (2014) - produttrice esecutiva
- The Resident – serie TV, 76 episodi (2018-2021) - produttrice esecutiva